# Scrimă la Jocurile Olimpice de vară din 1976
Probele de scrimă la Jocurile Olimpice de vară din 1976 s-au desfășurat în perioada 22–29 iulie la complexul sportiv al Universității din Montreal, Canada.

## Clasament pe medalii
| Loc | Țară              | Aur | Argint | Bronz | Total |
| --- | ----------------- | --- | ------ | ----- | ----- |
| 1   | Uniunea Sovietică | 3   | 2      | 2     | 7     |
| 2   | RFG               | 2   | 2      | 0     | 4     |
| 3   | Italia            | 1   | 3      | 0     | 4     |
| 4   | Ungaria           | 1   | 0      | 2     | 3     |
| 5   | Suedia            | 1   | 0      | 0     | 1     |
| 6   | Franța            | 0   | 1      | 2     | 3     |
| 7   | România           | 0   | 0      | 1     | 1     |
| 7   | Elveția           | 0   | 0      | 1     | 1     |

## Evenimente

### Masculin
| Probă              | Aur                                                                                                  | Argint                                                                                              | Bronz                                                                                       |
| Spadă individual   | Alexander Pusch (FRG)                                                                                | Hans-Jürgen Hehn (FRG)                                                                              | Philippe Riboud (FRA)                                                                       |
| Spadă pe echipe    | Suedia Carl von Essen Hans Jacobson Rolf Edling Leif Högström Göran Flodström                        | RFG Alexander Pusch Hans-Jürgen Hehn Reinhold Behr Volker Fischer Hanns Jana                        | Elveția François Suchanecki Michel Poffet Daniel Giger Christian Kauter Jean-Blaise Evequoz |
| Floretă individual | Fabio dal Zotto (ITA)                                                                                | Aleksandr Romankov (URS)                                                                            | Bernard Talvard (FRA)                                                                       |
| Floretă pe echipe  | RFG Matthias Behr Thomas Bach Harald Hein Klaus Reichert Erik Sens-Gorius                            | Italia Fabio dal Zotto Carlo Montano Stefano Simoncelli Giovanni Battista Coletti Attilio Calatroni | Franța Christian Noël Bernard Talvard Didier Flament Frédéric Pietruszka Daniel Revenu      |
| Sabie individual   | Viktor Krovopuskov (URS)                                                                             | Vladimir Nazlîmov (URS)                                                                             | Viktor Sideak (URS)                                                                         |
| Sabie pe echipe    | Uniunea Sovietică Mikhail Burțev Viktor Krovopuskov Viktor Sideak Vladimir Nazlîmov Eduard Vinokurov | Italia Mario Aldo Montano Michele Maffei Angelo Arcidiacono Tommaso Montano Mario Tullio Montano    | România · Daniel Irimiciuc · Ioan Pop · Marin Mustață · Corneliu Marin · Alexandru Nilca    |

### Feminin
| Probă              | Aur                                                                                                | Argint | Bronz                                                                                    |
| Floretă individual | Ildikó Schwarczenberger (HUN)                                                                      | Maria Consolata Collino (ITA)                                                                                        | Elena Belova (URS)                                                                       |
| Floretă pe echipe  | Uniunea Sovietică Elena Belova Olga Kniazeva Valentina Sidorova Nailia Gilizova Valentina Nikonova | Franța Brigitte Latrille-Gaudin Brigitte Gapais-Dumont Christine Muzio Veronique Trinquet Claudette Herbster-Josland | Ungaria Ildikó Schwarczenberger Edit Kovács Magda Maros Ildikó Újlaky-Rejtő Ildiko Bobis |

## Țări participante
281 de trăgători (211 de bărbăti și 70 de femei) din 34 de țări au participat la Montreal 1976.
- Argentina (7)
- Australia (3)
- Austria (5)
- Belgia (4)
- Brazilia (1)
- Bulgaria (5)
- Canada (13)
- Cehoslovacia (3)
- Chile (1)
- Cuba (13)
- Danemarca (1)
- Elveția (6)
- Finlanda (4)
- Franța (18)
- Germania de Vest (16)
- Hong Kong (4)
- Iran (13)
- Israel (1)
- Italia (18)
- Japonia (8)
- Kuweit (4)
- Luxemburg (2)
- Marea Britanie (18)
- Norvegia (5)
- Paraguay (1)
- Polonia (18)
- Puerto Rico (4)
- Germania de Est (1)
- România (18)
- Statele Unite ale Americii (18)
- Suedia (7)
- Thailanda (5)
- Ungaria (18)
- Uniunea Sovietică (18)

## Legături externe
- Statistice Arhivat în 5 octombrie 2008, la Wayback Machine. pe Sports Reference